# Mordellistena obscurosuturalis
Mordellistena obscurosuturalis es una especie de coleóptero de la familia Mordellidae.

## Distribución geográfica
Habita en (Mongolia).